# Campagne-sur-Arize
Pour les articles homonymes, voir Campagne (homonymie).
Campagne-sur-Arize est une commune française, située dans le nord du département de l'Ariège en région Occitanie. Sur le plan historique et culturel, la commune fait partie du Pédaguès, ou Podaguès, ancienne appellation remplacée au XXIe siècle par la dénomination géographique de Terrefort ariégeois, constitué des terreforts de Pamiers et de Saverdun, sur la rive gauche de l'Ariège.
Exposée à un climat océanique altéré, elle est drainée par l'Arize, la Dourne et par divers autres petits cours d'eau. Incluse dans le parc naturel régional des Pyrénées ariégeoises, la commune possède un patrimoine naturel remarquable composé de trois zones naturelles d'intérêt écologique, faunistique et floristique.
Campagne-sur-Arize est une commune rurale qui compte 286 habitants en 2022, après avoir connu un pic de population de 903 habitants en 1846. Ses habitants sont appelés les Campagnéens ou Campagnéennes.

## Géographie

### Localisation
1. Carte dynamique
2. Carte Openstreetmap
3. Carte topographique
4. Carte avec les communes environnantes

La commune, située à l'ouest de l'Ariège et limitrophe du département de la Haute-Garonne, non loin du massif du Plantaurel, est soumise à la double influence de la Haute-Garonne (le Volvestre), et du voisinage ariégeois immédiat de la vallée de l'Arize, marqué en particulier par Le Mas-d'Azil. Le village de Campagne-sur-Arize se répartit de part et d'autre de la rivière Arize, formant une "ville haute" et une "ville basse", qui sont reliées par un pont à arche unique. Elle fait partie du parc naturel régional des Pyrénées ariégeoises.

### Communes limitrophes
Campagne-sur-Arize est limitrophe de six autres communes dont une dans le département de la Haute-Garonne.
Les communes limitrophes sont  Carla-Bayle, Daumazan-sur-Arize, Le Mas-d'Azil, Les Bordes-sur-Arize, Montbrun-Bocage et Montfa.
|                                 | Daumazan-sur-Arize | Carla-Bayle          |
| Montbrun-Bocage (Haute-Garonne) | Campagne-sur-Arize | Les Bordes-sur-Arize |
| Montfa                          |                    | Le Mas-d'Azil        |

### Géologie et relief
La commune est située dans le Bassin aquitain, le deuxième plus grand bassin sédimentaire de la France après le Bassin parisien, certaines parties étant recouvertes par des formations superficielles. Les terrains affleurants sur le territoire communal sont constitués de roches sédimentaires datant du Cénozoïque, l'ère géologique la plus récente sur l'échelle des temps géologiques, débutant il y a 66 millions d'années. La structure détaillée des couches affleurantes est décrite dans la feuille « n°1056 - Le Mas d'Azil » de la carte géologique harmonisée au 1/50 000ème du département de l'Ariège, et sa notice associée.
La superficie cadastrale de la commune publiée par l’Insee, qui sert de références dans toutes les statistiques, est de 13,34 km2,. La superficie géographique, issue de la BD Topo, composante du Référentiel à grande échelle produit par l'IGN, est quant à elle de 13,37 km2. Son relief est relativement accidenté puisque la dénivelée maximale atteint 231 mètres. L'altitude du territoire varie entre 251 m et 482 m.

### Hydrographie

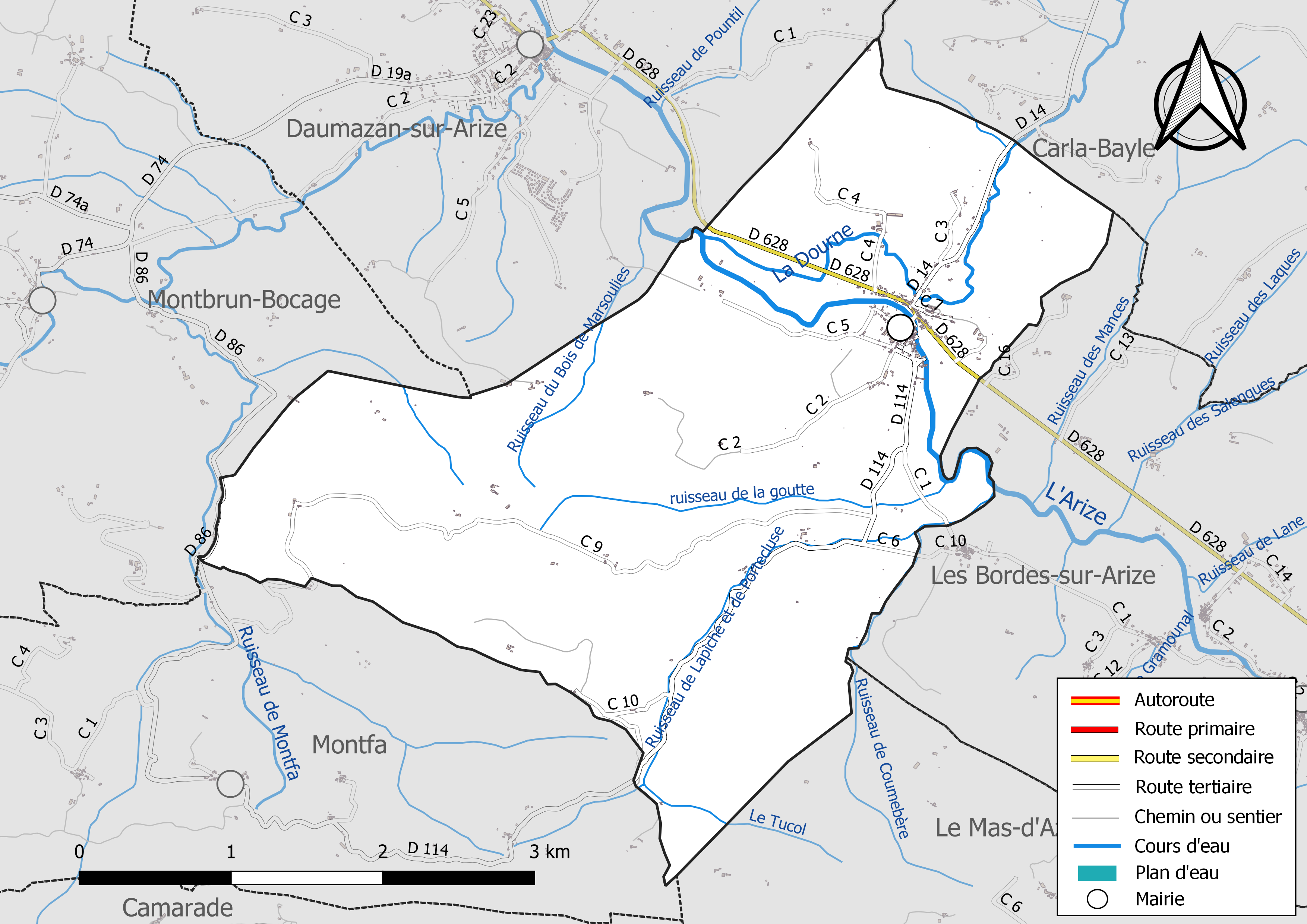
Réseaux hydrographique et routier de Campagne-sur-Arize.

La commune est dans le bassin versant de la Garonne, au sein du bassin hydrographique Adour-Garonne. Elle est drainée par l'Arize, la Dourne, le Tucol, le ruisseau de Coumebère, le ruisseau de la goutte, le ruisseau de Lapiche et de Portecluse, le ruisseau du Bois de Marsoulies et par deux petits cours d'eau, constituant un réseau hydrographique de 17 km de longueur totale,.
L'Arize, d'une longueur totale de 83,78 km, prend sa source dans la commune de Sentenac-de-Sérou et s'écoule du sud vers le nord. Elle traverse la commune et se jette dans la Garonne à Carbonne, après avoir traversé 20 communes.
La Dourne, d'une longueur totale de 12,1 km, prend sa source dans la commune de Sabarat et s'écoule du sud vers le nord puis d'est en ouest. Elle traverse la commune et se jette dans l'Arize sur le territoire communal, après avoir traversé 5 communes.

### Climat
Pour des articles plus généraux, voir Climat de l'Occitanie et Climat de l'Ariège.
En 2010, le climat de la commune est de type climat océanique altéré, selon une étude s'appuyant sur une série de données couvrant la période 1971-2000. En 2020, Météo-France publie une typologie des climats de la France métropolitaine dans laquelle la commune est exposée à un climat de montagne et est dans la région climatique Pyrénées centrales, caractérisée par une pluviométrie annuelle de 1 000 à 1 200 mm.
Pour la période 1971-2000, la température annuelle moyenne est de 12,8 °C, avec une amplitude thermique annuelle de 15,7 °C. Le cumul annuel moyen de précipitations est de 790 mm, avec 9,6 jours de précipitations en janvier et 5,8 jours en juillet. Pour la période 1991-2020, la température moyenne annuelle observée sur la station météorologique la plus proche, située sur la commune de Saint-Ybars à 13 km à vol d'oiseau, est de 13,6 °C et le cumul annuel moyen de précipitations est de 796,5 mm,. Pour l'avenir, les paramètres climatiques de la commune estimés pour 2050 selon différents scénarios d'émission de gaz à effet de serre sont consultables sur un site dédié publié par Météo-France en novembre 2022.

## Urbanisme

### Typologie
Au 1er janvier 2024, Campagne-sur-Arize est catégorisée commune rurale à habitat dispersé, selon la nouvelle grille communale de densité à 7 niveaux définie par l'Insee en 2022.
Elle est située hors unité urbaine et hors attraction des villes,.

### Occupation des sols
L'occupation des sols de la commune, telle qu'elle ressort de la base de données européenne d’occupation biophysique des sols Corine Land Cover (CLC), est marquée par l'importance des territoires agricoles (60,5 % en 2018), une proportion identique à celle de 1990 (60,5 %). La répartition détaillée en 2018 est la suivante : 
forêts (39,5 %), prairies (23,9 %), terres arables (20,4 %), zones agricoles hétérogènes (16,2 %). L'évolution de l’occupation des sols de la commune et de ses infrastructures peut être observée sur les différentes représentations cartographiques du territoire : la carte de Cassini (XVIIIe siècle), la carte d'état-major (1820-1866) et les cartes ou photos aériennes de l'IGN pour la période actuelle (1950 à aujourd'hui).

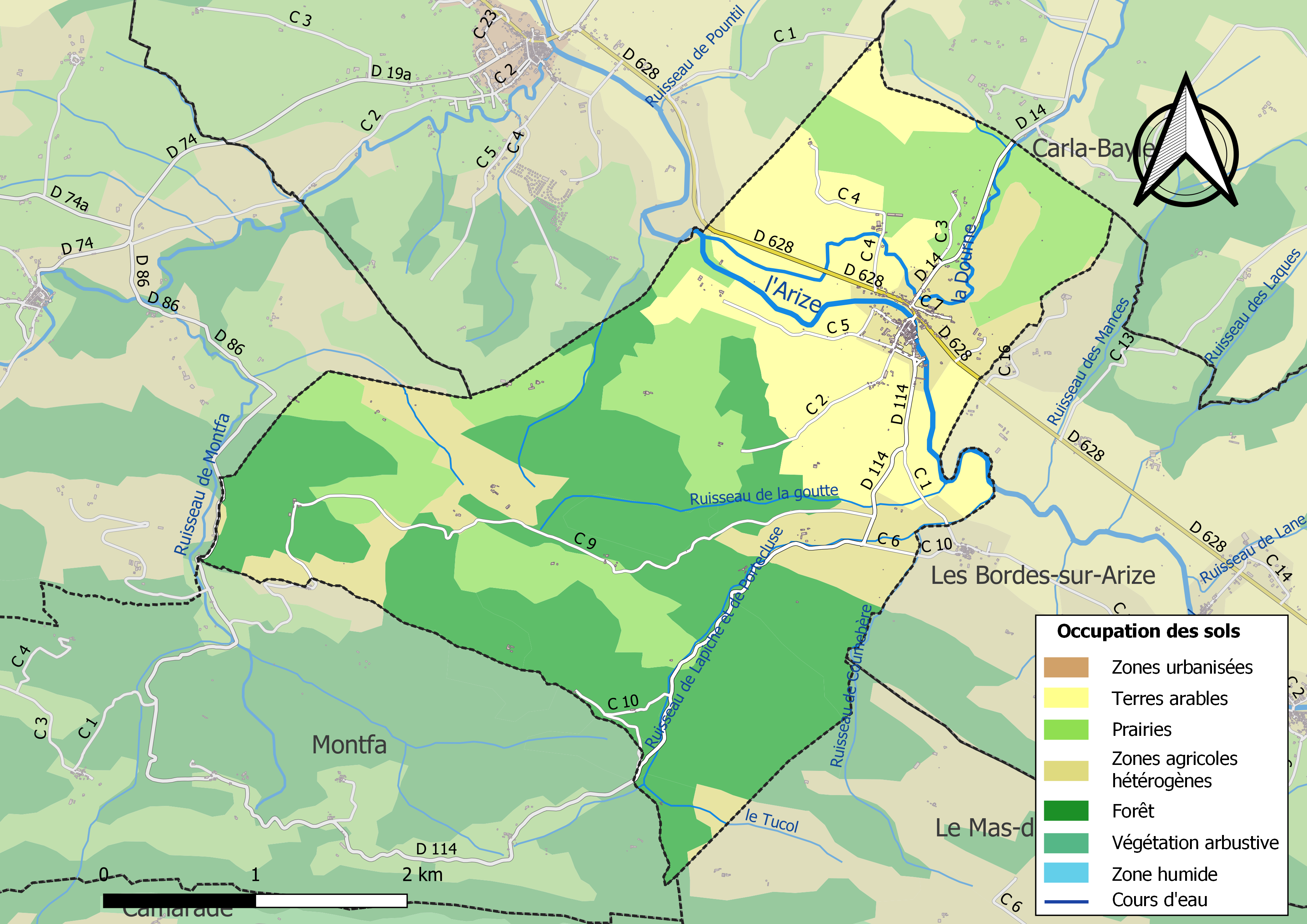
Carte des infrastructures et de l'occupation des sols de la commune en 2018 (CLC).

### Morphologie
La ville haute, sur une petite éminence, est le cœur historique de la cité, typique d'un bourg fortifié, auquel on peut encore accéder aujourd'hui par une ancienne porte ogivale du XIVe siècle. L'enceinte d'habitation est visible avec l'emplacement d'une grande cour centrale. Selon la tradition locale, les comtes de Pailhès y avaient établi leur résidence d'été.
La ville basse date principalement des XVIIIe, XIXe et XXe siècles. L'homogénéité du bâti et le fait que Campagne-sur-Arize ait connu un développement modéré lui confèrent un charme désuet qui en font une sorte d'archétype du petit village français.

### Habitat et logement
En 2018, le nombre total de logements dans la commune était de 200, alors qu'il était de 201 en 2013 et de 194 en 2008.
Parmi ces logements, 71,6 % étaient des résidences principales, 18,4 % des résidences secondaires et 10 % des logements vacants. Ces logements étaient pour 94,5 % d'entre eux des maisons individuelles et pour 4,5 % des appartements.
Le tableau ci-dessous présente la typologie des logements à Campagne-sur-Arize en 2018 en comparaison avec celle de l'Ariège et de la France entière. Une caractéristique marquante du parc de logements est ainsi une proportion de résidences secondaires et logements occasionnels (18,4 %) inférieure à celle du département (24,6 %) mais supérieure à celle de la France entière (9,7 %). Concernant le statut d'occupation de ces logements, 78,1 % des habitants de la commune sont propriétaires de leur logement (75,4 % en 2013), contre 66,3 % pour l'Ariège et 57,5 % pour la France entière.
| Typologie                                               | Campagne-sur-Arize | Ariège | France entière |
| ------------------------------------------------------- | ------------------ | ------ | -------------- |
| Résidences principales (en %)                           | 71,6               | 65,7   | 82,1           |
| Résidences secondaires et logements occasionnels (en %) | 18,4               | 24,6   | 9,7            |
| Logements vacants (en %)                                | 10                 | 9,7    | 8,2            |

### Voies de communication et transports
Accès par la D 628 ancienne route nationale 628,

### Risques majeurs
Le territoire de la commune de Campagne-sur-Arize est vulnérable à différents aléas naturels : inondations, climatiques (grand froid ou canicule), feux de forêts, mouvements de terrains et séisme (sismicité faible). Il est également exposé à un risque technologique,  le transport de matières dangereuses,.

#### Risques naturels

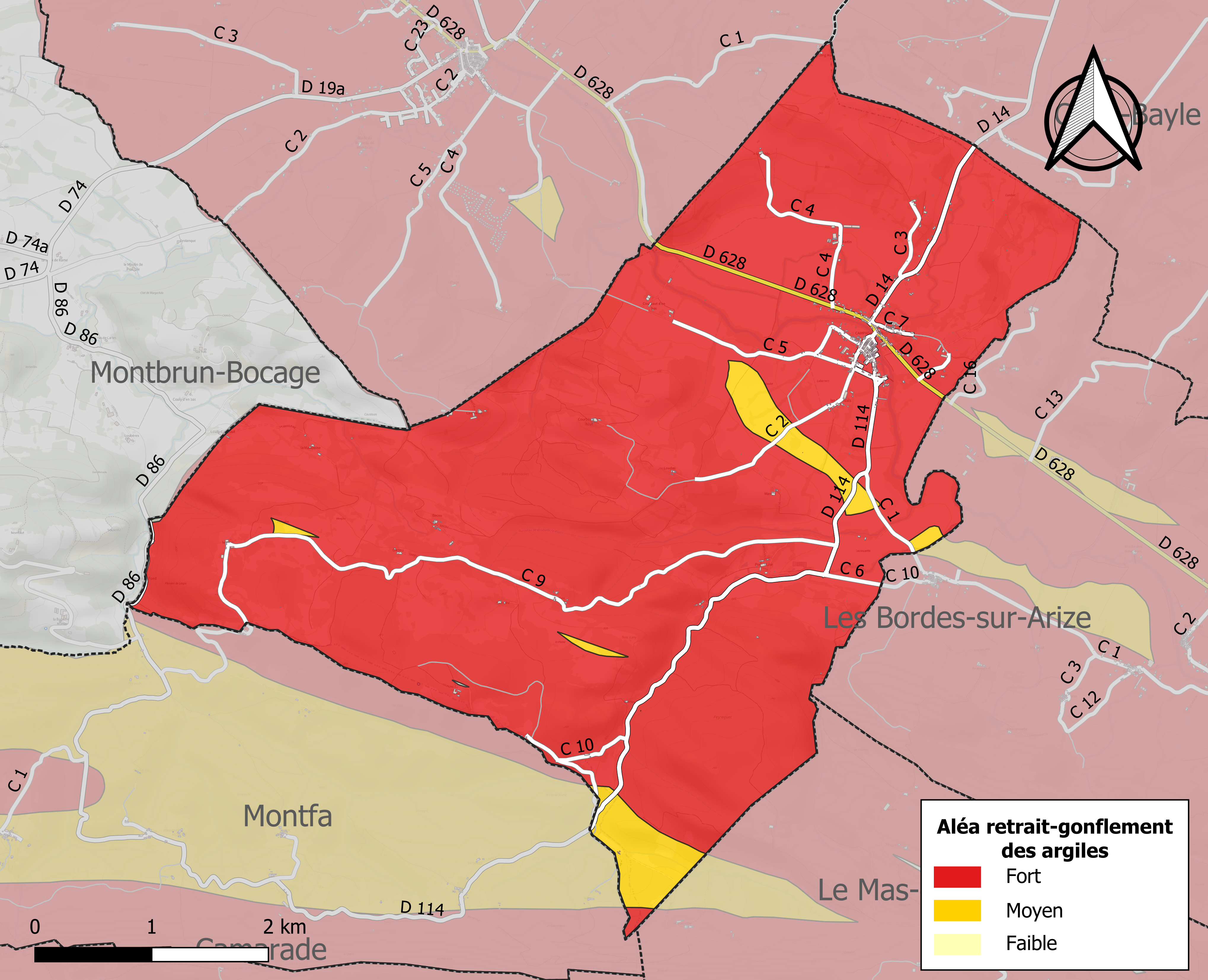
Zonage de l'aléa retrait-gonflement des argiles sur la commune de Campagne-sur-Arize.

Certaines parties du territoire communal sont susceptibles d’être affectées par le risque d’inondation par débordement, crue torrentielle d'un cours d'eau, l'Arize, ou ruissellement d'un versant. L’épisode de crue le plus marquant dans le département reste sans doute celui de 1875. Parmi les inondations marquantes plus récentes concernant l'Arize figurent les crues de 1977, de 1992, de 1993, de 2000 et de 2007.
Les mouvements de terrains susceptibles de se produire sur la commune sont soit des chutes de blocs, soit des glissements de terrains, soit des mouvements liés au retrait-gonflement des argiles. Près de 50 % de la superficie du département est concernée par l'aléa retrait-gonflement des argiles, dont la commune de Campagne-sur-Arize. L'inventaire national des cavités souterraines permet par ailleurs de localiser celles situées sur la commune.
Ces risques naturels sont pris en compte dans l'aménagement du territoire de la commune par le biais d'un plan de prévention des risques (PPR) inondation et mouvement de terrain approuvé le 27 septembre 2002.

#### Risques technologiques
Le risque de transport de matières dangereuses par une infrastructure routière ou ferroviaire ou par une canalisation de transport de gaz concerne la commune. Un accident se produisant sur une telle infrastructure est en effet susceptible d’avoir des effets graves au bâti ou aux personnes jusqu’à 350 m, selon la nature du matériau transporté. Des dispositions d’urbanisme peuvent être préconisées en conséquence.

## Toponymie
Le nom de Campagne apparaît au XIIe siècle. La toponymie classique considère que ce nom a été donné à des communes qui étaient situées en plaine, ou dans des espaces dégagés. Cette explication conviendrait pour Campagne-sur-Arize. Selon d'autres sources, ce nom aurait été donné car il s'agissait d'un lieu de repos (une campagne) pour les évêques de Pamiers. L'adjonction de la mention "sur Arize" à la dénomination "Campagne", date de 1933.
En occitan, la commune porte le nom de Campanha d'Arisa.

## Histoire

### Préhistoire
Dans la grotte du Couly, au cours des années 1866-1868, l'abbé Jean-Jacques Pouech a découvert des fragments de céramique et des os humains. Au début des années 1970, Jean Vézian a également recueilli du mobilier daté du paléolithique inférieur et du paléolithique moyen (grattoir, pendeloque en os à perforation centrale...).

### Moyen Âge
Ancienne bastide du XIIIe (traité de paréage du 25 janvier 1255), la paroisse est sous le patronage des abbés de Combelongue (qui possédaient le domaine de Porcluse) et est mentionné dans les lettres apostoliques de la formation du diocèse de Rieux (22 février 1318).
Des sources anciennes mentionnent la présence d'un monastère de religieuses, au lieu-dit Portecluse, fondé à la fin du VIIIe siècle, sans que l'ordre religieux auquel elles se rattachaient n'ait pu être élucidé.

### Temps modernes
Jean de Bordes de Camp (né en 1582 et décédé entre 1614 et 1619) est seigneur de Campagne sur Arize au tout début du 17e siècle. Il a épousé en 1601 Anne de Méritens de Rozès d'Argelès. Parmi les huit enfants connus de Jean de Bordes et d'Anne de Méritens (6 filles et 2 garçons), nous ne savons pas qui hérita du fief de Campagne sur Arize. Il est logique qu'il s'agissait d'Alexandre de Bordes, fils aîné du couple et qui s'est marié à Jeanne du Pont. Mais Alexandre est mort très jeune et son épouse s'est remariée avec son beau-frère, Jean Paul de Bordes qui devient seigneur de Camp.
Le "Dénombrement du comté de Foix sous Louis XIV (1670-1674)", indique qu'à cette époque, Campagne est "un pauvre lieu dépourvu de gens de savoir". Cette situation explique que les traces de Campagne dans l'histoire sont bien minces. Nous savons que le village était étroitement lié à l'abbé de Combelongue, qui, en paréage avec le roi, exerçait la justice haute, moyenne et basse. L'abbaye de Combelongue, située à Rimont, possédait plusieurs terres dans le village de Campagne, ainsi que le "moulin farinier", et percevait des impôts.
Quelques familles vivant noblement sont mentionnées dans le "Dénombrement du comté de Foix sous Louis XIV".
Il en est ainsi de la famille du Pac, originaire du Couserans, seigneurs de Marsouliès à Campagne et de Marbé depuis le XVIe siècle. Les du Pac appartiennent à l'ancienne noblesse chevaleresque du midi de la France. Établissant sa filiation écrite depuis le XIVe siècle, la famille du Pac a fourni un grand nombre d'officiers de terre et de mer, des gouverneurs de places fortes, des chanoines et chanoinesses, des maîtres d'hôtel ordinaires, des gentilshommes de la chambre et des pages des rois de France, etc. en ses différentes branches (du Pac de Bellegarde, du Pac de Marsoulies, notamment). Ainsi, Fortanier du Pac (1465-1525), fils de Jean du Pac - seigneur de La Salle - fut tué en 1525 à la bataille de Pavie en combattant avec François Ier. Bien plus tard, Gabriel du Pac, chevalier de Malte en 1780, officier de marine, périt dans l'expédition de la Pérouse. Ses armes sont : « D’or à la vache de gueules, cornée et clarinée d’azur, passant au brochant sur le fût d’un arbre de sinople sur une terrasse de même ». La concession de joindre aux armes une vache clarinée d’azur semblable à l’écu de Béarn, vient des rois de Navarre. Sa devise est « Atavis et armis. »
La terre de Marsouliès, située à Campagne, fut apportée en dot à Mathieu du Pac (fils de François du Pac et de Françoise de L'Estandart, lui-même fils de Fortanier déjà cité et d'Anne d'Orbessan) le 11 septembre 1554 par son épouse Jeanne de Solan, fille de Charles de Solan de Sabolies. Le contrat de mariage passé devant notaire à Saint-Girons, qualifie Jeanne de Solan de Sabolies d’héritière des seigneuries « de Marbé et de Marsoliés ». Charles du Pac, fils du couple et seigneur de Marsoliès et de Marbé épousa le 2 septembre 1580 Marguerite de Mauléon, d'où notamment Catherine du Pac qui épousa le 8 octobre 1607 Jean de Bordes et, d'autre part, Balthazar du Pac marié en 1613 avec Louise d'Ustou.
En 1641, les du Pac de Marsouliès firent bâtir la maison forte de Marsoulies qui subsiste encore aujourd’hui. La date de construction figure sur le linteau de la tour.
La famille de Courbaut revient également fréquemment dans les registres de Campagne. Dans une lettre écrite de Rotterdam, et datée du 10 février 1696, le philosophe Pierre Bayle, natif du village voisin du Carla, écrit à son cousin pour se féliciter que le sieur de Courbaut ait accepté de lui rendre un service pour l'entretien de sa bibliothèque : "Je suis bien aise qu'à votre égard il se soit mis à la raison, et je voudrais bien qu'il achevât ce qu'il a commencé".
Comme dans de nombreuses communes proches, il existe à Campagne une forte communauté protestante. Le cimetière de Campagne, déplacé à l'extérieur du village en 1890, comporte un carré protestant, séparé des tombes catholiques par un rideau de cyprès.

### Époque contemporaine
La ligne de Carbonne au Mas-d'Azil dite le Tacot du Volvestre a desservi la commune de 1911 à 1938.

## Politique et administration

### Découpage territorial
La commune de Campagne-sur-Arize est membre de la communauté de communes Arize Lèze, un établissement public de coopération intercommunale (EPCI) à fiscalité propre créé le 30 octobre 2016 dont le siège est à Le Fossat. Ce dernier est par ailleurs membre d'autres groupements intercommunaux.
Sur le plan administratif, elle est rattachée à l'arrondissement de Saint-Girons, au département de l'Ariège, en tant que circonscription administrative de l'État, et à la région Occitanie.
Sur le plan électoral, elle dépend du canton d'Arize-Lèze pour l'élection des conseillers départementaux, depuis le redécoupage cantonal de 2014 entré en vigueur en 2015, et de la deuxième circonscription de l'Ariège  pour les élections législatives, depuis le redécoupage électoral de 1986.

### Administration municipale
Le nombre d'habitants au recensement de 2011 étant compris entre 100 et 499, le nombre de membres du conseil municipal pour l'élection de 2014 est de onze,.

### Liste des maires
| Période                                  | Période  | Identité             | Étiquette | Qualité         |
| ---------------------------------------- | -------- | -------------------- | --------- | --------------- |
| 1945                                     | 1971     | Henri Dumas          |           |                 |
| 1971                                     | 1995     | Pierre Mathieu       |           |                 |
| 1995                                     | 2008     | Pierre Durrieu       |           |                 |
| 2008                                     | En cours | Jean-Claude Commenge | DVG       | Agent technique |
| Les données manquantes sont à compléter. |          |                      |           |                 |

## Population et société

### Démographie
L'évolution du nombre d'habitants est connue à travers les recensements de la population effectués dans la commune depuis 1793. Pour les communes de moins de 10 000 habitants, une enquête de recensement portant sur toute la population est réalisée tous les cinq ans, les populations de référence des années intermédiaires étant quant à elles estimées par interpolation ou extrapolation. Pour la commune, le premier recensement exhaustif entrant dans le cadre du nouveau dispositif a été réalisé en 2004.

En 2022, la commune comptait 286 habitants, en évolution de +7,52 % par rapport à 2016 (Ariège : +1,48 %, France hors Mayotte : +2,11 %).
| 1793 | 1800 | 1806 | 1821 | 1831 | 1836 | 1841 | 1846 | 1851 |
| ---- | ---- | ---- | ---- | ---- | ---- | ---- | ---- | ---- |
| 627  | 669  | 365  | 733  | 801  | 809  | 880  | 903  | 866  |

| 1856 | 1861 | 1866 | 1872 | 1876 | 1881 | 1886 | 1891 | 1896 |
| ---- | ---- | ---- | ---- | ---- | ---- | ---- | ---- | ---- |
| 800  | 797  | 826  | 788  | 775  | 696  | 671  | 662  | 640  |

| 1901 | 1906 | 1911 | 1921 | 1926 | 1931 | 1936 | 1946 | 1954 |
| ---- | ---- | ---- | ---- | ---- | ---- | ---- | ---- | ---- |
| 618  | 578  | 559  | 525  | 503  | 447  | 446  | 430  | 363  |

| 1962 | 1968 | 1975 | 1982 | 1990 | 1999 | 2004 | 2006 | 2009 |
| ---- | ---- | ---- | ---- | ---- | ---- | ---- | ---- | ---- |
| 348  | 326  | 274  | 258  | 258  | 281  | 268  | 267  | 264  |

| 2014 | 2019 | 2022 | - | - | - | - | - | - |
| ---- | ---- | ---- | - | - | - | - | - | - |
| 267  | 285  | 286  | - | - | - | - | - | - |

| selon la population municipale des années : | 1968 | 1975 | 1982 | 1990 | 1999 | 2006 | 2009 | 2013 |
| Rang de la commune dans le département      | 78   | 101  | 98   | 103  | 98   | 107  | 107  | 110  |
| Nombre de communes du département           | 340  | 328  | 330  | 332  | 332  | 332  | 332  | 332  |

### Enseignement
L’école primaire de Campagne-sur-Arize est située au cœur du village, dans le même bâtiment que celui de la mairie et de la salle des fêtes. Elle adhère au regroupement pédagogique intercommunal avec l’école de Daumazan-sur-Arize et de La Bastide-de-Besplas. L’enseignement est proposé aujourd’hui sur une classe CM1 - CM2. Pour l’année scolaire 2007-2008, 27 élèves ont été accueillis.
Le domaine de Portecluse abrite une école privée appliquant la pédagogie Steiner. Le jardin d'enfants accueille les tout-petits, tandis que le primaire est composé de trois classes : la 1re classe (la première après le jardin d'enfants), ensuite une classe à double-niveau pour la 2e et 3e classe, et à nouveau un double-niveau pour les 4e et 5e classe.

### Sports
Pétanque, tennis, basket-ball, randonnée pédestre, chasse...
La commune possède un terrain de tennis, un espace d'entraînement pour la pratique du basket-ball, et un terrain de sport.

### Culture et festivités
Le village dispose d'un Comité des Fêtes et aussi d'une association " Campagn'Adore".

#### Spécialités
Le millas et l'omelette (sucré ou salé).

### Écologie et recyclage
La collecte et le traitement des déchets des ménages et des déchets assimilés ainsi que la protection et la mise en valeur de l'environnement se font dans le cadre de la communauté de communes de l'Arize.

## Économie

### Revenus
En 2018, la commune compte 136 ménages fiscaux, regroupant 276 personnes. La médiane du revenu disponible par unité de consommation est de 17 680 € (19 820 € dans le département).

### Emploi
| Division       | 2008  | 2013   | 2018   |
| -------------- | ----- | ------ | ------ |
| Commune        | 9,7 % | 16,4 % | 12,4 % |
| Département    | 8,9 % | 11,1 % | 11,2 % |
| France entière | 8,3 % | 10 %   | 10 %   |

En 2018, la population âgée de 15 à 64 ans s'élève à 158 personnes, parmi lesquelles on compte 72,7 % d'actifs (60,2 % ayant un emploi et 12,4 % de chômeurs) et 27,3 % d'inactifs,. Depuis 2008, le taux de chômage communal (au sens du recensement) des 15-64 ans est supérieur à celui de la France et du département.
La commune est hors attraction des villes,. Elle compte 57 emplois en 2018, contre 42 en 2013 et 51 en 2008. Le nombre d'actifs ayant un emploi résidant dans la commune est de 96, soit un indicateur de concentration d'emploi de 59 % et un taux d'activité parmi les 15 ans ou plus de 49 %.
Sur ces 96 actifs de 15 ans ou plus ayant un emploi, 24 travaillent dans la commune, soit 26 % des habitants. Pour se rendre au travail, 83,7 % des habitants utilisent un véhicule personnel ou de fonction à quatre roues, 1 % les transports en commun, 6,1 % s'y rendent en deux-roues, à vélo ou à pied et 9,2 % n'ont pas besoin de transport (travail au domicile).

### Activités hors agriculture
22 établissements sont implantés  à Campagne-sur-Arize au 31 décembre 2019. Le tableau ci-dessous en détaille le nombre par secteur d'activité et compare les ratios avec ceux du département,.
Le secteur de l'industrie manufacturière, des industries extractives et autres est prépondérant sur la commune puisqu'il représente 40,9 % du nombre total d'établissements de la commune (9 sur les 22 entreprises implantées  à Campagne-sur-Arize), contre 12,9 % au niveau départemental.
Une fabrique de meubles, la société d’exploitation Meubles Eychenne du Val d’Arize (MEVA), est installée sur la commune
Le domaine de Portecluse s'étend sur 97 hectares dont 2 utilisés en maraîchage. Se développe également un élevage laitier : vaches suisses, chèvres pyrénéennes et brebis manech à tête rousse. Les productions sont certifiées agriculture biologique.

### Agriculture
La commune fait partie de la petite région agricole dénommée « Coteaux de l'Ariège ».
|                                   | 1988 | 2000 | 2010 |
| --------------------------------- | ---- | ---- | ---- |
| Exploitations                     | 26   | 14   | 13   |
| Superficie agricole utilisée (ha) | 773  | 841  | nd   |

Le nombre d'exploitations agricoles en activité et ayant leur siège dans la commune est passé de 26 lors du recensement agricole de 1988 à 14 en 2000 puis à 13 en 2010, soit une baisse de 50 % en 22 ans. Le même mouvement est observé à l'échelle du département qui a perdu pendant cette période 48 % de ses exploitations.

#### Service
Une épicerie est ouverte toute l'année. Elle est installée dans l'ancien "Café Masbond". Ce commerce est estampillé "relais poste commerçant", depuis que la poste a fermé.

## Culture locale et patrimoine

### Lieux et monuments
Comparé à celui de ses voisins immédiats que sont Daumazan-sur-Arize et sa splendide église romane, ou bien Montesquieu-Volvestre et ses belles demeures patriciennes en brique, le patrimoine de Campagne apparaît nettement en retrait.
Il ne fait cependant que refléter l'histoire modeste de ce village ; sous sa simplicité, il raconte quelques pages de la vie d'autrefois. Il résonne aussi parfois des échos de la grande Histoire...
À remarquer en particulier :
- Petit château néo-gothique, dit Château Robert, à l'entrée du village, le long de la route départementale, avec sa tourelle et un bestiaire typique de l'imagination de la fin du XIXe siècle
- Château du Touronc (ancienne propriété des Bardies-Montfa)
- Maison forte de Marsoulies (1641)
- Porte monumentale à ogive de type "gothique" dans la ville haute, considérée comme datant du XIVe, et reste d'une maison forte, dit l'ancien "château" de Campagne
- Pont en arc, au-dessus de l'Arize
- Plusieurs maisons de maître des XVIIIe et XIXe siècles, notamment dans la rue de l'Église, avec des inscriptions sur les clés d'encadrement des portes d'entrées. L'une d'elles porte par exemple la mention "1799, an VIII de la R.P.F." Une autre, qui appartenait peut-être à un partisan de la Restauration et des Bourbons, affiche la date "1824", encadrée par des fleurs de Lys. Une troisième, présente une coquille Louis XV, et des éléments de décoration XVIIIe plus travaillés (appuis de fenêtre, encadrement de porte) qui la distinguent de l'habitat rustique du village.
- L'église dédiée à sainte Marie Madeleine possède une décoration intérieure du XIXe. À noter, au-dessus de l'entrée du clocher menant à l'église, une représentation de la Vierge Marie apparaissant à Bernadette Soubirous dans une réplique de la grotte de Massabielle de Lourdes.
- Cadran solaire sur le presbytère, avec la devise "Tout passe ici-bas"
- Ancienne église Saint-Martin, avec cimetière, sur le chemin de Daumazan
- Monuments aux morts inaugurés en 1920 : l'un dans le cimetière (obélisque), l'autre dans l'église (Mater Dolorosa)
- Calvaires : croix en fonte restaurée à la suite de la tempête de 1999, en bas du pont ; calvaires en pierre, l'un sur le chemin de la croix, l'autre à l'emplacement de l'embranchement sur la montée de la Crouzette.

Enfin, une flânerie dans les rues de Campagne permet de retrouver des traces de la vie d'autrefois : les deux forges (l'une en haut du pont, divisée en deux maisons au milieu du siècle dernier, l'autre en bas du pont, avec sa clé d'encadrement de porte sculptée), l'ancien relais de poste (grand bâtiment faisant face au pont et bordé par le boulevard de la mairie et la Grand Rue), ou encore le moulin, au fond d'une belle place ombragée par les platanes.

### Personnalités liées à la commune
- Les frères Chemin, Albert Chemin (1903-1986), pionnier de la médecine aéronautique, dont le nom a été donné à une rue de la ville de Bordeaux, et Jean Chemin (1906-1986) spécialiste et précurseur de la chirurgie maxillo-faciale à l'hôpital du Val-de-Grâce à Paris.
- Camille Cé (1878-1959), écrivain régionaliste normand, est l'auteur d'une nouvelle ayant pour toile de fond Campagne-sur-Arize, intitulée « Le Village aux Cavernes », et figurant dans son ouvrage « Mon enfance m'a dit... ».

## Pour approfondir